# خرمگس
خرمگس، خرمُنج نامی پراستفاده برای خانواده‌ای از حشرات دوبالان با گونه‌های بسیار است.

نگاره‌ای از سر یک خرمگس

خرمگس یا مگس اسب یا مگس پران: مگس واقعی در خانواده Tabanidae از راسته حشرات Diptera است. آن‌ها اغلب در پرواز بزرگ و چابک هستند و ماده‌ها برای به دست آوردن خون، حیوانات از جمله انسان را گاز می‌گیرند. آنها ترجیح می‌دهند در زیر نور آفتاب پرواز کنند و از مناطق تاریک و سایه دار اجتناب کنند و شب‌ها بی تحرک هستند. آنها به جز برخی از جزایر و مناطق قطبی (هاوایی، گرینلند، ایسلند) در سراسر جهان یافت می‌شوند. هر دو مگس اسب(horseflies) و مگس شکاری (botflies/horseflies) گاهی به عنوان مگس پران (gadflies) شناخته می‌شوند.
مگس اسب بزرگسال از شهد و ترشحات گیاه تغذیه می‌کند. نرها دهان ضعیفی دارند و فقط ماده‌ها حیوانات را گاز می‌گیرند تا پروتئین کافی از خون برای تولید تخمک به‌دست آورند. قسمت‌های دهانی ماده به دو عضوی خزنده‌دار و تنومند با دو جفت تیغه برش تیز و یک قسمت اسفنجی مانند برای خونی کردن خون از زخم تبدیل می‌شود. لاروها شکارچی هستند و در زیستگاه‌های نیمه آبزی رشد می‌کنند.
مگس‌های ماده از طریق عادت تغذیه‌ای می‌توانند بیماری‌های منتقله از خون را از حیوان دیگری به حیوان دیگر منتقل کنند. شناخته شده‌ است که در مناطقی که بیماری‌ها وجود دارند، ویروس کم خونی عفونی اسب، برخی از تریپانوزوم‌ها، کرم فیلاریا Loa loa، سیاه زخم در میان گاوها و گوسفندان و تولارمی دارند. در صورت عدم تهیه سرپناه مناسب می‌توانند از نرخ رشد گاوها کاسته و میزان تولید شیر گاوها را کاهش دهند.